# Werner Bischof
Werner Bischof (26. dubna 1916, Curych – 16. května 1954, Trujillo) byl švýcarský fotograf, jeden z nejvýznamnějších reportážních fotografů 20. století a člen renomované agentury Magnum Photos. Jeho knížka Japan (1954) získala v roce 1955 ocenění Prix Nadar.

## Život
Ve svých šestnácti letech začal studovat malířství na curyšské uměleckoprůmyslové škole. Ve stejném roce se stal žákem Hanse Finslera v právě otevřené třídě fotografie. V roce 1936, po úspěšném ukončení školy, otevřel svůj ateliér módní a reklamní fotografie v Curychu. Krátce pracoval v Paříži jako grafik. O tři roky později byl povolán do vojenské služby ve Švýcarsku. V roce 1942 publikoval své první fotografie krajiny, zvířat a rostlin v novém měsíčníku Du. V tomto období přešel z fotografování přírody a objektů na fotografie lidí. Sám o tom řekl: V roce 1944 jsem poprvé fotografoval lidi. Nikdy jsem si nemyslel, že jednou budu fotografovat právě lidi. Dělal jsem fotografie mušlí, písku, přírodní krásy. A dělal jsem to, protože jsem se uměl zmocnit těchto materiálů, ale ne lidí. Vznikly cykly vázané na jedno téma: Cirkus, Mrzáci či Uprchlíci.
Na konci druhé světové války projížděl těžce poničené oblasti jižního Německa, Francie a Holandska. V roce 1948 fotografoval pro americký časopis Time zimní Olympijské hry ve Svatém Mořici. Jako zástupce a mluvčí organizace Schweizer Spende, zaměřené na poválečnou pomoc, navštívil i země severní a východní Evropy, včetně Československa, kde fotografoval Prahu, její památky, moderní architekturu i prvomájový (první socialistický) průvod. Své fotografie publikoval ve zvláštním finském vydání magazínu Atlantis a v monotematickém čísle časopisu Du, věnovaném východní Evropě. Další rok se stal šestým členem agentury Magnum Photos, kde již působili Robert Capa, Henri Cartier-Bresson, George Rodger, David „Chim“ Seymour a Ernst Haas. V květnu téhož roku se oženil a se svou ženou Rosellin zůstal v Anglii, kde podepsal smlouvu s magazíny Picture Post a Observer.
V roce 1950 se mu narodil první syn Marek, Bischof pracoval pro italský magazín Epoca, cestoval do Itálie, Paříže a na Island. O rok později pobýval na Středním a Vzdáleném Východě, odkud přivezl svou nejslavnější fotoreportáž o hladomoru v indické provincii Bihár.
V roce 1952 pobýval v Japonsku, podnikl tři cesty do Koreje, dva měsíce pracoval v Hongkongu pro časopis Match. Další rok nashromáždil materiál pro zvláštní vydání časopisu Du – People in the Far East a pro knihu Japonsko. Fotografoval korunovaci Alžběty II., v září odletěl pracovat do Spojených států pro periodikum Fortune a začal plánovat cestu napříč Střední a Jižní Amerikou. Roku 1954 odcestoval do Mexika a Panamy, kde pracoval pro časopis Life, později odletěl do Limy a Santiaga de Chile. V dubnu pracoval v Chile pro Magnum Photos na reportáži „Generation Women“. Vrátil se do Limy a navštívil Machu Picchu. Dne 16. května, při sjezdu horské silnice v Andách, se spolu s geologem Ali de Szepessym a řidičem zřítili do propasti. Celá posádka automobilu zahynula. Dne 26. května se narodil v Curychu jeho druhý syn Daniel.

## Dílo
Werner Bischof se zapsal do povědomí veřejnosti již svými výtvarnými kompozicemi světel a stínů v době, kdy pracoval jako studiový a reklamní fotograf. Jeho rané práce prozrazují výtvarný cit, smysl pro přesnou kompozici, stylově ovlivněné německou novou věcností, ale až akademické a snadno zaměnitelné.
| „                | Pak přišla válka a já opustil svou věž ze slonoviny. | “ |
| — Werner Bischof |                                                      |   |

Po válce se všechno změnilo, svět, lidé, změnil se i Bischof. Do středu jeho zájmu se dostali lidé v zemích postižených válkou. K nejsilnějším patří snímky dětí, hrajících si před rozvalinami, chlapce s chlebem a lahví vína, k nimž klade do kontrastu starce vytahující z trosek domu trám. Jeho fotografie zobrazují utrpení a surovou ničivost války, ale zároveň vyjadřují vnitřní sílu, naději a odhodlání fotografovaných lidí, ať jde o dítě nebo o muže na sklonku života. Navzdory vnějším okolnostem můžeme z Bischofových fotografiích vždy vyčíst lásku k člověku. Jeho snímky nejsou dynamické, jsou klidné, vážné, formálně dokonalé, napětí nevyplývá z děje, ale z vnitřního citového stavu. Svědčí o tom, že fotograf svůj motiv promýšlel, studoval a vyčkával, až bude plně odpovídat tomu, co cítil.
Werner Bischof se rychle zařadil mezi přední humanistické fotografy. Povrchnost a senzacechtivost redakcí ho nezajímala, přestože byl právě jimi do krizových oblastí posílán. Fotoaparát byl pro něho něco víc než jen prostředek obživy, byl pro něj možností, jak se pokusit aspoň trochu změnit svět. Světovou proslulost mu přinesly snímky z hladomoru v indickém Biháru a z Japonska, kde byl svědkem korunovace císaře Hirohita. Snímek holčičky a chlapce očekávajících velkou událost patří k nejsilnějším.
| „                | Věřím, že práce vykonaná s hlubokým zaujetím, s naprostým odevzdáním, práce, za kterou člověk bojuje celým svým srdcem, může mít nějakou cenu. | “ |
| — Werner Bischof | |   |

Svou nejproslulejší fotografii – Pištec na cestě mezi Cuzkem a Pisakem – už sám nenazvětšoval, zemřel při autonehodě v Andách jako osmatřicetiletý. Fotografie chudého peruánského chlapce vykračujícího si s píšťalou v horách je plná optimismu a stala se jednou z ikon dvacátého století.
Bischof používal menší formáty filmu, protože nezamýšlel snímky prezentovat v galerii, ale pořizoval je pro časopisy, kterými mohl oslovit širší publikum. S vedoucími redaktory však vedl spor o tom, že podle něho mělo být dílo reprodukováno podle autorova záměru. S úpravou, ořezem a uveřejněním svých snímků byl nespokojen, ať už pracoval pro Du, Picture Post, Illustrated, Observer, Life nebo Paris-Match.

## Zastoupení ve sbírkách
- Art Institute of Chicago, Chicago, Illinois, USA
- International Center of Photography, New York, New York, USA
- Metropolitan Museum of Art, New York, New York, USA
- Uměleckoprůmyslové muzeum, Praha, Česko
- Museum of Modern Art, New York, New York, USA
- The Minneapolis Institute of Arts, Minneapolis, Minnesota, USA
- Rose Art Museum, Amherst, Massachusetts, USA
- Fotostiftung Schweiz, Winterthur, Švýcarsko
- Musée de l’Elysée, Lausanne, Švýcarsko
- Santa Barbara Museum of Art, Santa Barbara, California, USA

## Publikace

### Publikace Bischofa
- Japan. Curych: Manesse, 1954. (německy)
  - Japan. Londýn: Sylvan, 1954. New York: Simon & Schuster, 1954.
  - Japon. Paříž: Delpire, 1954. (francouzsky)
- Indiens Pas Mort, (Pierre Verger a Robert Frank), Curych: Conzett & Huber, 1956.
- Carnet de Route. Curych: Conzett & Huber, 1957.
- Werner Bischof: Europa 1945 – 1950. Curych: Tages-Anzeiger, 1990. OCLC 845274917

### Publikace o Bischofovi
- After the War. Washington, D.C.: Smithsonian, 1997. ISBN 1-56098-721-9. Úvodní slovo Miriam Mafai.
- Werner Bischof. Phaidon 55's. Londýn: Phaidon, 2001. ISBN 0-7148-4041-6. Text: Claude Cookman.
- Questions to My Father: A Tribute to Werner Bischof. Londýn: Trolley, 2004. ISBN 1-904563-25-2. Editor: Marco Bischof.
- Werner Bischof, 1916–1954 His Life and Work. Londýn: Thames and Hudson, 1990. ISBN 9780500092156. Marco Bischof a Rene Burri. Úvodní slovo: Hugo Loetscher a text Marco Bishof a Guido Magnaguagno.
- Anna Fárová: Werner Bischof. New York City, Paragraphic Books 1966